# Mandubracio
Mandubracio o Mandubratio fue un rey de la tribu de los trinovantes, que habitó en la región sureste de Britania en el siglo I a. C.

## Historia
Mandubracio era hijo de un rey de los trinovantes, llamado Imanuentio en la obra de Cayo Julio César, De Bello Gallico, que fue derrocado y asesinado por el líder guerrero Casivellauno en algún momento antes de la Segunda Invasión de César a Britania (54 a. C.). Tras la muerte de su padre, Mandubracio huyó a la Galia, a la protección que le ofrecía César. Cuando César invadió la isla por segunda vez, fue Casivellauno quien dirigió la resistencia de los britanos. Los trinovantes fueron fieles a su rey y revelaron a César la localización de los fuertes de Casivellauno. Cuando César derrotó a la resistencia, uno de los términos del tratado que firmó con Casivellauno era que se repusiera a Mandubracio en el trono de los trinovantes. Casivellauno quedó comprometido a no volver a atacar a los trinovantes.

## Tradición medieval
Mandubracio aparece en la obra de Godofredo de Monmouth, Historia Regum Britanniae (1136), con el nombre de Androgeo, el hijo mayor del legendario monarca Lud. El nombre cambia al ser traducido de manera errónea en la obra de Orosio, Siete libros de historia contra los paganos, un libro del siglo V con temática cristiana que ejerció gran influencia sobre la sociedad medieval inglesa. En este libro aparece con los nombres de "Mandubragio" y "Andragorio". Beda, cuya principal fuente de información acerca de las expediciones de César es Orosio lo llama "Andragio" (un nombre que Godofredo emplea para designar a Mandubracio del mismo modo que Beda). Godofredo pudo haber sido también influenciado por el personaje de la mitología griega, Androgeo.
Cuando Lud muere, Androgeo y su hermano Tenvantio eran demasiado jóvenes para reinar, así que el trono fue a parar a su tío Casibelano. Androgeo es nombrado Duque de Trinovantum (Londres) y Kent, y participa en la defensa de Britania frente a Julio César. Cuando fracasa la primera de las dos invasiones de César, los britanos realizan una gran celebración en la que se sacrifican víctimas y se celebran juegos. Cuelino, un sobrino de Androgeos, lucha con Hirelglas, un sobrino de Casivellauno, y lo mata en la pelea. Casivellauno exige a Androgeo que lleve a su sobrino a juicio por asesinato, pero temiendo las intenciones del rey, Androgeo se niega, ofreciéndole juzgarle en su propia corte. Casivellauno declara la guerra a Androgeo, que pide ayuda a César, cediéndole rehenes, incluyendo a su propio hijo Esceva, como garantía de sus intenciones. César inicia entonces la tercera invasión a la isla, y las fuerzas combinadas de Roma y Androgeo derrotan a Casivellauno, al que obligan a rendirse y le imponen un tributo. César permanece en la isla todo el invierno y él y Casivellauno entablan finalmente una amistad. Cuando finalmente regresa a Roma para luchar en la guerra civil contra Cneo Pompeyo Magno, Androgeo le acompaña, pero jamás regresa.
En la versión Galesa de la obra de Godofredo, y en las Welsh Triads, él aparece con el nombre de Afarwy. Las tríadas lo nombran como uno de los "Tres deshonrados de la isla de Britania" por apoyar a César en la invasión.
John Koch sugiere que Mandubracio puede ser la base histórica de la figura de la mitología galesa, Manawydan: reconstruye la forma original del nombre de su padre como *Mannue:tios, y una de las formas originales del nombre de Manwydan es *Mannue:tiagnos, "hijo de Mannuetios".